# James L. Jamerson

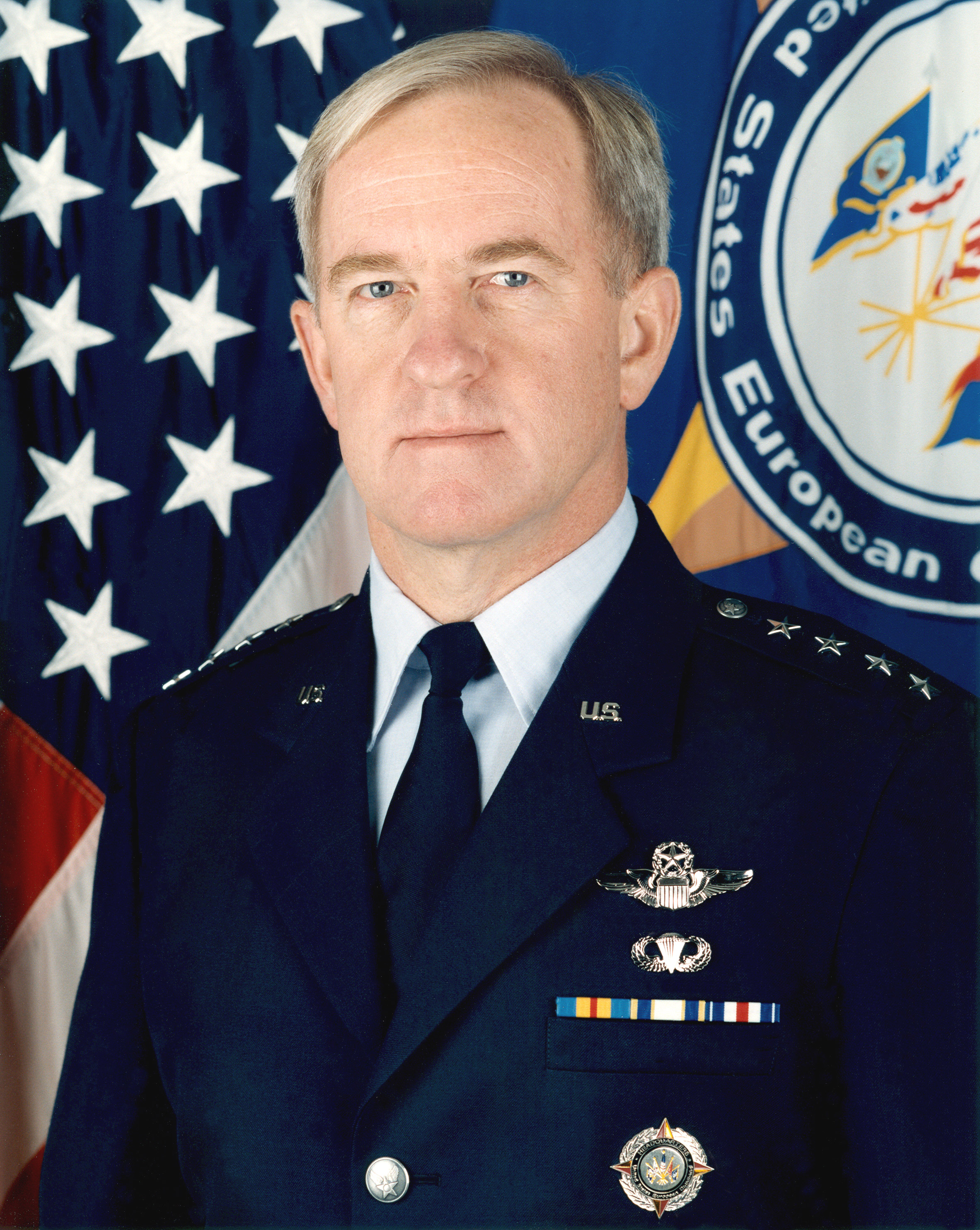
James L. Jamerson

James L. Jamerson (* 29. Januar 1941 in Chapel Hill, Orange County, North Carolina) ist ein pensionierter General der United States Air Force. Er war unter anderem Kommandeur der United States Air Forces in Europe.
Im Jahr 1963 absolvierte er die United States Air Force Academy in Colorado Springs. Nach seiner Graduation wurde er als Leutnant in das Offizierskorps der Air Force aufgenommen. Dort durchlief er anschließend alle Offiziersränge vom Leutnant bis zum Vier-Sterne-General.
Im Lauf seiner militärischen Karriere absolvierte Jamerson verschiedene Kurse und Schulungen. Dazu gehörten unter anderem eine Ausbildung zum Kampfpiloten und die damit zusammenhängenden Fortbildungskurse für verschiedene Flugzeugtypen, die Squadron Officer School, das Air Command and Staff College auf der Maxwell Air Force Base in Alabama und das Industrial College of the Armed Forces, das zur Air University gehört. Außerdem erhielt er akademische Grade von der Auburn University und der Georgetown University.
Im Lauf seiner militärischen Karriere war James Jamerson auf verschiedenen Luftwaffenstützpunkten stationiert. Dabei war er als Kampfpilot und gelegentlich als Stabsoffizier eingesetzt. Zwischen Mai 1968 und Juni 1969 war er in Thailand stationiert, wo er einem Flugbataillon angehörte, in dem er hauptsächlich Erkundungsflüge und Rettungseinsätze im Rahmen des Vietnamkriegs flog. Zwischen Juni 1969 und August 1971 war Jamerson Fluglehrer für neue Flugzeugtypen auf der Myrtle Beach Air Force Base in South Carolina. Aus diesem Stützpunkt ging später der Myrtle Beach International Airport hervor. Danach absolvierte er bis zum August 1972 das Air Command and Staff College.
Zwischen August 1972 und August 1976 war er in Hawaii stationiert, wo er auf der Hickam Air Force Base dem Stab der Pacific Air Forces angehörte. Daran schloss sich eine Versetzung auf die England Air Force Base in Louisiana an. Dort nahm er zwischen 1976 und 1981 verschiedene Aufgaben wahr, unter anderem als Sicherheitsoffizier und als Leiter der Stabsabteilung für Operationen beim 23. Taktischen Geschwader (23rd Tactical Fighter Wing). Danach studierte er bis August 1982 am Air Force Institute of Technology das zur Georgetown University gehörte. Anschließend gehörte er bis Juli 1984 dem Stab des Hauptquartiers der Air Force an. Dort leitete er die Abteilung die für Belange des pazifischen Raums, des Nahen Ostens und Afrikas zuständig war.
In der Folge kehrte er zur Myrtle Beach Air Force Base zurück, wo er zwischen Juli 1984 und Mai 1985 stellvertretender Kommandeur des 354. Taktischen Geschwaders (354th Tactical Fighter Wing) war. Danach kommandierte er bis zum Februar 1987 auf der England Air Force Base in Louisiana das 23. Taktische Geschwader (23rd Tactical Fighter Wing). Es folgte eine Versetzung zur MacDill Air Force Base in Florida, wo Jameson zwischen Februar 1987 und Januar 1989 das Kommando über das 56. Taktische Ausbildungsgeschwader (56th Tactical Training Wing) hatte.
Im Januar 1989 wurde er auf die Ramstein Air Base nach Deutschland versetzt. Dort war er bis November 1991 Stabsoffizier in der Abteilung für Operationen bei den United States Air Forces in Europe. Am Ende dieser Zeit leitete er diese Stabsabteilung. Daran schloss sich eine Versetzung nach Brüssel zum NATO-Hauptquartier an, wo Jamerson zwischen November 1991 und August 1992 in dessen Stabsabteilung für Operationen tätig war. Danach war er bis Juli 1993 stellvertretender Kommandeur der United States Air Forces in Europe (Vice commander in chief, Headquarters U.S. Air Forces in Europe).
Im Juli 1993 wurde James Jamerson auf die Davis-Monthan Air Force Base in Arizona versetzt. Dort übernahm er das Kommando über die 12. Luftflotte, das er bis zum Juli 1994 innehatte. Am 29. Juli 1994 übernahm er auf der Ramstein Air Base als Nachfolger von Robert C. Oaks das Kommando über die United States Air Forces in Europe. Gleichzeitig kommandierte er in Personalunion die ebenfalls dort ansässige NATO-Einheit Allied Air Command. Diese Ämter bekleidete er zwischen dem 29. Juli 1994 und dem 17. Juli 1995 als Richard E. Hawley seine Nachfolge antrat. Anschließend wurde er stellvertretender Kommandeur des United States European Commands in Stuttgart. Im Jahr 1998 schied er aus dem aktiven Militärdienst aus.
Während seiner Zeit als aktiver Militärpilot absolvierte er über 5,000 Flugstunden auf verschiedenen Flugzeugtypen.
Nach seiner Pensionierung schloss sich James Jamerson der Non-Profit-Organisation U.S. Global Leadership Coalition an.

## Daten der Beförderungen
| Abzeichen | Rang               | Jahr              |
| --------- | ------------------ | ----------------- |
|           | Second Lieutenant  | 5. Juni 1963      |
|           | First Lieutenant   | 5. Dezember 1964  |
|           | Captain            | 10. März 1967     |
|           | Major              | 1. Januar 1972    |
|           | Lieutenant Colonel | 1. November 1977  |
|           | Colonel            | 1. Juni 1981      |
|           | Brigadier General  | 1. Februar 1988   |
|           | Major General      | 1. August 1990    |
|           | Lieutenant General | 1. August 1992    |
|           | General            | 1. September 1994 |

## Orden und Auszeichnungen
James Jamerson erhielt im Lauf seiner militärischen Laufbahn unter anderem folgende Auszeichnungen:
- Defense Distinguished Service Medal
- Air Force Distinguished Service Medal
- Silver Star
- Legion of Merit
- Meritorious Service Medal
- Distinguished Flying Cross
- Air Medal
- Vietnam Service Medal
- Vietnam Campaign Medal (Südvietnam)